# 木头城子镇
木头城子镇，是中华人民共和国辽宁省朝阳市朝阳县下辖的一个乡镇级行政单位。

## 行政区划
木头城子镇下辖以下地区：
木头城子村、西三家村、满达营子村、新村、西营子村、扎兰营子村、永来店村、十家子村、陈杖子村、召山咀村、郑杖子村、嵩松沟村、姚杖子村和徐家屯村。